# 4791 Iphidamas
4791 Iphidamas (1988 PB1) là một thiên thể Troia của Sao Mộc, trong nhóm Troia, được phát hiện ngày 14 tháng 8 năm 1988 bởi Shoemaker, C. S. ở Palomar.